# Bunker Strasse
A Bunker Strasse zenekar egy 1984-ben a francia Arras-ban alapított francia cold wave (magyarul: hideg hullám) együttes volt. Kezdetben az együttes még Bunker néven szerepelt. Francia és angol nyelvű dalszövegei voltak. Dernoncourt Kristian, a Bunker Strasse volt basszusgitárosa és énekese, ma a Párizsi No Tears nevű együttes tagja, mely szintén cold wave-et játszik. Ezen kívül megemlíthető a L'avis G821 néven alkotott együttes vagy projekt, melyben Dernoncourt egyedül szerepel.

## Diszkográfia
- Offensive (1986, kazetta)
- Bunker Strasse (1987, kazetta)
- Split avec Modèle Martial (1989, kazetta)

## Külső hivatkozások
- http://hiddenpleasures-morcego.blogspot.de/2010/08/bunker-strasse-biografia-discografia.html
- http://www.discogs.com/artist/Bunkerstrasse
- http://nordwaves.fr/index.php?title=Accueil